# Salmenkari (ö i Satakunta, Björneborg, lat 61,33, long 21,56)
Salmenkari är en ö i Finland. Den ligger i Bottenhavet och i kommunen Euraåminne (tidigare Luvia) i den ekonomiska regionen  Björneborgs ekonomiska region i landskapet Satakunta, i den sydvästra delen av landet. Ön ligger omkring 22 kilometer sydväst om Björneborg och omkring 220 kilometer nordväst om Helsingfors.
Öns area är 3,2 hektar och dess största längd är 270 meter i sydväst-nordöstlig riktning.